# U/21 Europamesterskabet i fodbold 2017
U-21 Europamesterskaberne i fodbold 2017 var den 21. udgave af europamesterskaberne for U-21-landshold, arrangeret af UEFA. Slutrunden afholdtes 16. - 30. juni 2017 i Kielce, Lublin, Bydgoszcz, Gdynia, Tychy og Krakow i Polen, der fik tildelt værtsskabet af UEFA's eksekutivkomite i januar 2015. Der deltog for første gang tolv hold i slutrunden, hvilket er fire hold flere end hidtil. Kvalifikationsturneringens gruppespil foregik fra 23. marts 2015 til 11. oktober 2016. Playoffkampene blev spillet i november samme år. Turneringen blev vundet af Tyskland, der vandt 1-0 over Spanien i finalen. Der blev ikke kåret en bronzevinder, men de to tabende semifinalister blev England og Italien.

## Kvalificerede hold
Der deltog 52 landshold i kvalifikationsturneringen, hvoraf der skulle findes elleve deltagere i slutrunden (Polen var sikret deltagelse som værter). Holdene var fordelt i ni puljer. I syv af puljerne var der seks hold. I de sidste to var der fem hold. De ni gruppevindere sikrede sig adgang til slutrunden. Fire af toerne kvalificerede sig til playoffrunden, hvor de skulle møde en anden toer ude og hjemme.
Op til lodtrækningen til slurunden var holdene seedet i tre lag. Værtsnationen var ikke seedet og var forhåndsplaceret i gruppe A, mens holdene i øverste lag blev fordelt i de to øvrige puljer.
| Niveau | Nr.           | Hold                                                                                | Koefficient                               | Kvalificeret som |
| ------ | ------------- | ----------------------------------------------------------------------------------- | ----------------------------------------- | --- |
| Værter | -             | Polen U/21                                                                          | -                                         | Værter |
| 1. lag | 1 2           | Tyskland U/21 Portugal U/21                                                         | 39,037 38,378                             | Vinder af kvalifikationsgruppe 7 Vinder af kvalifikationsgruppe 4 |
| 2. lag | 3 4 5         | England U/21 Spanien U/21 Danmark U/21                                              | 36,621 36,536 35,590                      | Vinder af kvalifikationsgruppe 9 Vinder af playoff Vinder af kvalifikationsgruppe 5 |
| 3. lag | 6 7 8 9 10 11 | Italien U/21 Sverige U/21 Tjekkiet U/21 Serbien U/21 Slovakiet U/21 Makedonien U/21 | 35,546 34,259 33,690 31,060 31,057 23,283 | Vinder af kvalifikationsgruppe 2 Vinder af kvalifikationsgruppe 6 Vinder af kvalifikationsgruppe 1 Vinder af playoff Vinder af kvalifikationsgruppe 8 Vinder af kvalifikationsgruppe 3 |

## Slutrunden

### Gruppespillet
De tolv deltagende hold var inddelt i tre grupper med fire hold i hver. De fire guppevindere og én toer kvalificerede sig til semifinalerne.

#### Gruppe A
| Pos | Hold      | K | V | U | T | M+ | M- | MF | P | Kvalificeret til |
| --- | --------- | - | - | - | - | -- | -- | -- | - | ---------------- |
| 1   | England   | 3 | 2 | 1 | 0 | 5  | 0  | +5 | 7 | Semifinale       |
| 2   | Slovakiet | 3 | 2 | 0 | 1 | 6  | 3  | +3 | 6 |                  |
| 3   | Sverige   | 3 | 0 | 2 | 1 | 2  | 5  | −3 | 2 |                  |
| 4   | Polen     | 3 | 0 | 1 | 2 | 3  | 7  | −4 | 1 |                  |

| 16. juni 2017 18:00 |

| Sverige | 0-0 | England |
| ------- | --- | ------- |
|         |     |         |

| Kielce |

| 16. juni 2017 20:45 |

| Polen | 1-2 | Slovakiet |
| ----- | --- | --------- |
|       |     |           |

| Lublin |

| 19. juni 2017 18:00 |

| Slovakiet | 1-2 | England |
| --------- | --- | ------- |
|           |     |         |

| Kielce |

| 19. juni 2017 20:45 |

| Polen | 2-2 | Sverige |
| ----- | --- | ------- |
|       |     |         |

| Lublin |

| 22. juni 2017 20:45 |

| Slovakiet | 3-0 | Sverige |
| --------- | --- | ------- |
|           |     |         |

| Lublin |

| 22. juni 2017 20:45 |

| England | 3-0 | Polen |
| ------- | --- | ----- |
|         |     |       |

| Kielce |

#### Gruppe B
| Pos | Hold           | K | V | U | T | M+ | M- | MF | P | Kvalificeret til |
| --- | -------------- | - | - | - | - | -- | -- | -- | - | ---------------- |
| 1   | Spanien        | 3 | 3 | 0 | 0 | 9  | 1  | +8 | 9 | Semifinale       |
| 2   | Portugal       | 3 | 2 | 0 | 1 | 7  | 5  | +2 | 6 |                  |
| 3   | Serbien        | 3 | 0 | 1 | 2 | 2  | 5  | −3 | 1 |                  |
| 4   | Nordmakedonien | 3 | 0 | 1 | 2 | 4  | 11 | −7 | 1 |                  |

| 17. juni 2017 18:00 |

| Portugal | 2-0 | Serbien |
| -------- | --- | ------- |
|          |     |         |

| Bydgoszcz |

| 17. juni 2017 20:45 |

| Spanien | 5-0 | Nordmakedonien |
| ------- | --- | -------------- |
|         |     |                |

| Gdynia |

| 20. juni 2017 18:00 |

| Serbien | 2-2 | Nordmakedonien |
| ------- | --- | -------------- |
|         |     |                |

| Bydgoszcz |

| 20. juni 2017 20:45 |

| Portugal | 1-3 | Spanien |
| -------- | --- | ------- |
|          |     |         |

| Gdynia |

| 23. juni 2017 20:45 |

| Serbien | 0-1 | Spanien |
| ------- | --- | ------- |
|         |     |         |

| Bydgoszcz |

| 23. juni 2017 20:45 |

| Nordmakedonien | 2-4 | Portugal |
| -------------- | --- | -------- |
|                |     |          |

| Gdynia |

#### Gruppe C
| Pos | Hold     | K | V | U | T | M+ | M- | MF | P | Kvalificeret til |
| --- | -------- | - | - | - | - | -- | -- | -- | - | ---------------- |
| 1   | Italien  | 3 | 2 | 0 | 1 | 4  | 3  | +1 | 6 | Semifinale       |
| 2   | Tyskland | 3 | 2 | 0 | 1 | 5  | 1  | +4 | 6 | Semifinale       |
| 3   | Danmark  | 3 | 1 | 0 | 2 | 4  | 7  | −3 | 3 |                  |
| 4   | Tjekkiet | 3 | 1 | 0 | 2 | 5  | 7  | −2 | 3 |                  |

| 18. juni 2017 18:00 |

| Tyskland | 2-0 | Tjekkiet |
| -------- | --- | -------- |
|          |     |          |

| Tychy |

| 18. juni 2017 20:45 |

| Danmark | 0-2 | Italien |
| ------- | --- | ------- |
|         |     |         |

| Krakow |

| 21. juni 2017 18:00 |

| Tjekkiet | 3-1 | Italien |
| -------- | --- | ------- |
|          |     |         |

| Tychy |

| 21. juni 2017 20:45 |

| Tyskland | 3-0 | Danmark |
| -------- | --- | ------- |
|          |     |         |

| Krakow |

| 24. juni 2017 20:45 |

| Tjekkiet | 2-4 | Danmark |
| -------- | --- | ------- |
|          |     |         |

| Tychy |

| 24. juni 2017 20:45 |

| Italien | 1-0 | Tyskland |
| ------- | --- | -------- |
|         |     |          |

| Krakow |

#### Rangering af andetplacerede hold
| Pos | Hold             | K | V | U | T | M+ | M- | MF | P | Kvalificeret til |
| --- | ---------------- | - | - | - | - | -- | -- | -- | - | ---------------- |
| 1   | Nr. 2 i gruppe A | 0 | 0 | 0 | 0 | 0  | 0  | 0  | 0 | Semifinale       |
| 2   | Nr. 2 i gruppe B | 0 | 0 | 0 | 0 | 0  | 0  | 0  | 0 |                  |
| 3   | Nr. 2 i gruppe C | 0 | 0 | 0 | 0 | 0  | 0  | 0  | 0 |                  |

### Slutspil
|  | Semifinaler      | Semifinaler |   |  | Finale          | Finale |  |
|  |                  |             |   |  |                 |        |  |
|  | 27. juni – Tychy |             |   |  |                 |        |  |
|  | England          | 3           |   |  |                 |        |  |
|  | Tyskland         | 4           |   |  |                 |        |  |
|  |                  |             |   |  |                 |        |  |
|  |                  |             |   |  | 30. juni Krakow |        |  |
|  |                  |             |   |  | Tyskland        | 1      |  |
|  |                  | Spanien     | 0 |  |                 |        |  |
|  |                  |             |   |  |                 |        |  |
|  |                  |             |   |  |                 |        |  |
|  |                  |             |   |  |                 |        |  |
|  | 27. juni Krakow  |             |   |  |                 |        |  |
|  | Spanien          | 3           |   |  |                 |        |  |
|  | Italien          | 1           |   |  |                 |        |  |

#### Semifinaler
| 27. juni 2015 18:00 |

| England | 3-4 e.str. | Tyskland |
| ------- | ---------- | -------- |
|         |            |          |

| Tychy |

| 27. juni 2015 21:00 |

| Spanien | 3-1 | Italien |
| ------- | --- | ------- |
|         |     |         |

| Krakow |

#### Finale
| 30. juni 2015 21:45 |

| Tyskland | 1-0 | Spanien |
| -------- | --- | ------- |
|          |     |         |

| Krakow |